# Альто-Біобіо
Альто-Біобіо (ісп. Alto Biobío) — комуна в Чилі. Адміністративний центр комуни — селище Ралько. Населення — 1094 особи (2002). Селище і комуна входить до складу провінції Біобіо та регіону Біобіо.
Територія комуни — 2124,6 км². Чисельність населення — 9054 жителя (2007). Щільність населення — 4,26 чол./км².

## Розташування
Комуна межує:
- на північному сході — з комуною Антуко
- на сході — з провінцією Неукен (Аргентина)
- на півдні — з комуною Лонкімай
- на заході — з комуною Кілако
- на північному заході — з комуною Санта-Барбара

## Демографія
Згідно з даними, зібраними під час перепису Національним інститутом статистики, населення комуни становить 9054 особи, з яких 6084 чоловіки та 2970 жінок.
Населення комуни становить 0,46 % від загальної чисельності населення регіону Біобіо. 82,36 % відноситься до сільського населення і 17,64 % — міське населення.